# Seznam slovenskih kolesarjev
Seznam slovenskih kolesarjev. (Op: vključeni so tudi gorski kolesarji in triatlonci)

## A
- Franc Abulnar

## B
- Milan Bahar (1938-2023)
- Alojz Bajc
- Andi Bajc
- Dejan Bajt
- Marko Baloh
- Polona Batagelj
- (Tomaž Bauman)
- Jure Belak
- Andej Berginc?
- Kevin Berginc?
- (Luka Berginc)
- Sandi Bertole
- Jože Blažič
- Nika Bobnar
- Branko Bojanc
- Grega Bole
- Miran Bole
- Andrej Boltežar-Buldi (1940-2019)
- Valter Bonča
- Borut Božič
- Jon Božič
- Stane Božičnik
- Jani Brajkovič
- Dean Bratuš
- Urška Bravec
- Miloš Brecelj
- Olja Bregar?
- Tina Brelih
- Matic Brojan?
- Srečko Brulc
- Matjaž Budin
- Eugenia Bujak

## C
- Vinko Cajnko (1911-2007)
- Slavc Colnarič
- Marjetka Conradi
- Marko Cuderman

## Č
- Nik Čemažar
- Primož Čerin
- Mitja Černe
- Milena Černilogar Radež
- Nejc Černilogar
- Zarja Černilogar
- Bruno Čibej
- Simon Čibej
- Luka Čotar
- David Črmelj

## D
- Blaž Debevec
- (Andrej Dekleva)
- Martin Derganc
- Bojan Dobnik
- Nina Dolinar
- Domen Dornik
- Rok Drašler

## E
- Tanja Elsner
- Žak Eržen

## F
- Lojze Fajdiga
- Vinko Fajfar
- Kristjan Fajt
- Bruno Faninger
- Branko Filip
- Grega Filipič
- Bogdan Fink
- Tilen Finkšt
- Sara Frece
- Drago Frelih
- Mirjam Frelih
- Blaž Furdi
- Jona Furlan

## G
- Jože Gaber
- Franc Gartner
- Gregor Gazvoda
- Marcel Gladek
- Dejan Glavnik (ekstremni)
- Gal Glivar
- Srečko Glivar
- Matej Gnezda
- Jure Golčer
- Pavel Gorenc
- Matevž Govekar
- Franjo Gregl (1891-1916)
- Natan Gregorčič
- Rok Grilc
- Tomaž Grm
- Matic Grošelj
- Žiga Grošelj

## H
- Jože Hafner
- Dušan Hajdinjak
- Andrej Hauptman
- Miha Hazler
- Kristijan Hočevar
- Žiga Horvat
- Monika Hrastnik
- Boštjan Hribovšek
- Ula Hvala
- Franc Hvasti
- Martin Hvastija

## I
- Aldo Ino Ilešič
- Mia Ingolič

## J
- Andreja Jagodic
- Janko Janša
- Blaž Jarc
- Janez Jarm
- Gal Jazbec
- Franc Jelovčan
- Borja Jelič
- Robert Jenko
- Tine Jereb
- Katja Jeretina
- Žiga Jerman
- Rok Jerše
- Tomi Jerše
- Bojan Jesenovec
- Tim Jež

## K
- Jule Kačič
- Lojze Kalan
- Matevž Kastelic
- Gašper Katrašnik
- Matic Katrašnik
- Marjan Kelner
- Miran Kelner
- Jože Kenk
- Vladimir Kerkez
- Špela Kern
- Blaža Klemenčič
- Zoran Klemenčič
- Martin Klepec
- Leon Klopčič
- Franci Klun
- Miha Klun
- Slavc Knafelj - Pantani
- Jure Kocjan
- Peter Kočjaž
- Tina Kofol
- Urban Komac
- Tadeja Komel
- Miha Koncilija
- Tomo Koprivnjak
- Igor Kopše
- Bine Kordež
- Robert Kordež
- Kristijan Koren
- Rok Korošec
- Josip Kosmatin
- Dušan Košir (1923-2010)
- Iztok Kovačec
- Tomaž Kovšca (novinar)
- Igor Kranjec
- Miro Kregar?
- Jan Kresnik
- Etbin Kristan
- Marko Kump
- Tone Kunaver
- Iztok Kuret - Izo
- Stane Kurent

## L
- Janez Lampič
- Karel Lavrih
- Mitja Lesjak
- Matjaž Leskovar
- Kaja Logar
- Tadej Logar
- Minka Logonder
- Matej Lovše
- Rok Lozej

## M
- Mitja Mahorič
- Jože Majes
- Leon Makarovič
- Matej Marin
- Lana Markelj
- Rafael Marn
- Iztok Melanšek
- Boštjan Mervar
- Luka Mezgec
- Blaž Mihovec
- Matej Mihovec
- Ivan Mihovilovič
- Franc Mikuž
- Jure Miškulin
- Primož Mohar
- Matej Mohorič
- Matevž Mrak
- Matej Mugerli
- Boštjan Murn
- Uroš Murn
- Nuša Moroz
- Matic Maček

## N
- Rok Naglič
- Gregor Nagode
- Nataša Nakrst?
- Tomaž Nose
- Alenka Novak
- Domen Novak
- Vinko Novak

## O
- Janko (Ivan) Oblak
- Maks Olenik
- Matevž Oman
- Jakob Omrzel
- Andrej Omulec
- Ajda Opeka
- Edo Orehek
- Martin Otoničar

## P
- Aleš Pagon
- Žan Pahor
- Sandi Papež
- (Marko Paternu)
- Jure Pavlič
- Marko Pavlič
- Boštjan Pečnik
- Janez Pelko
- Gorazd Penko
- David Per
- Špela Perc (gorska)
- (Vid Peršak)
- Rajko Petek
- Janez Peternel (kolesar)
- Samo Petrač - invalid
- Tilen Petrič
- Luka Pibernik
- Robert Pintarič
- Urša Pintar
- Slavko Pirc
- Boris Pirš
- Dean Podgornik
- Tim Podlogar
- Tadej Pogačar
- Alojz Poglavc (ultramaratonski)
- Klemen Polajnar
- Jan Polanc
- (Marko Polanc)
- Vinko Polanc
- Erik Poljanec
- Miha Poljanec
- Vinko Polončič
- Primož Porenta
- Boris Premužič
- (Franc Primožič 1924)
- Jaka Primožič
- August Prosenik (slov.-hrv.) (1916-1975)
- Beno Puntnar

## R
- Jelka Rakuš
- Mirko Rakuš
- Samo Rauter
- Bogdan Ravbar
- Matej Razingar
- Vladimir Vlado Reščič
- Jaka Remec (BMX)
- Boštjan Rezman
- Jure Robič
- Primož Roglič
- Bojan Ropret
- Nada Rotovnik Kozjek?
- David Rožman
- Janez Rožman
- Anja Rugelj
- Vasja Rupnik?
- Tjaša Rutar
- Damjan Rupnik
- Jure Rupnik

## S
- Žiga Sedar
- Andrej Sikošek
- Gregor Sikošek (kolesar)
- Herman Slamič
- Jože Smole
- Matej Stare
- Jernej Stibilj
- Simon Stojko Falk (BMX)
- Matic Strgar

## Š
- Jože Šebenik
- Robert Šebenik
- Laura Šimenc
- Mateja Šimic
- Franc Škerlj
- Josip Šolar
- Simon Špilak
- Mihael Štajnar
- Gorazd Štangelj
- Klemen Štimulak
- Karel Štirn
- Primož Štrancar
- Anej Štrucl
- Dušan Štrucl - Dixi
- Andrej Šturm
- Marko Šubic
- Gašper Švab
- Miha Švab

## T
- Jaka Tancik
- Aldo Tarlao?
- Andrej Tehovnik
- Filip Tišma
- David Tratnik
- Jan Tratnik
- Miha Tratnik Bajc
- Luka Tavčar

## U
- Bojan Udovič
- Tone Ukmar
- Jurij Uršič (Giorgio Ursi)
- Vida Uršič

## V
- Ivan Valant
- Jože Valenčič
- Rudi Valenčič
- Tadej Valjavec
- Joško Varga
- Matic Veber
- (Sebastjan Vehar)
- Marko Velkovrh
- Tesa Vilar
- Bojan Vindiš
- Valter Vindiš?
- Dejan Vračič
- Robert Vrečer
- Metka Vrhovnik Papler

## W
- Peter Wrolich

## Z
- Maja Zajec
- Janez Zakotnik
- Matjaž Zanoškar (kolesar)
- Zvone Zanoškar
- Jana Zevnik
- Luka Ziherl
- Franci Zrimšek
- Jure Zrimšek
- Petra Zrimšek
- Ana Zupan
- Ciril Zupan
- Damijan Zupanc - "Dami Zupi" (ultramaratonski)

## Ž
- Jure Žabjek
- Slavko Žagar
- Tanja Žakelj (gorska)
- Eduard Žalar
- Andrej Žavbi
- Gašper Žemva ?
- Marko Žepič
- Urška Žigart
- Janez Žirovnik
- Jure Žlogar
- Hana Žumer
- Matic Žumer
- Tadej Žumer